# Station Harfleur-Halte
Station Harfleur (halte) is een spoorwegstation in de Franse gemeente Harfleur.